# جون بوند
جون بوند (بالإنجليزية: John Pond)‏ هو عالم فلك إنجليزي شهير، (1767 – 1836) كان سادس فلكي يشغل منصب الفلكي الملكي بين عامي 1811 و 1835.